# Mosterd

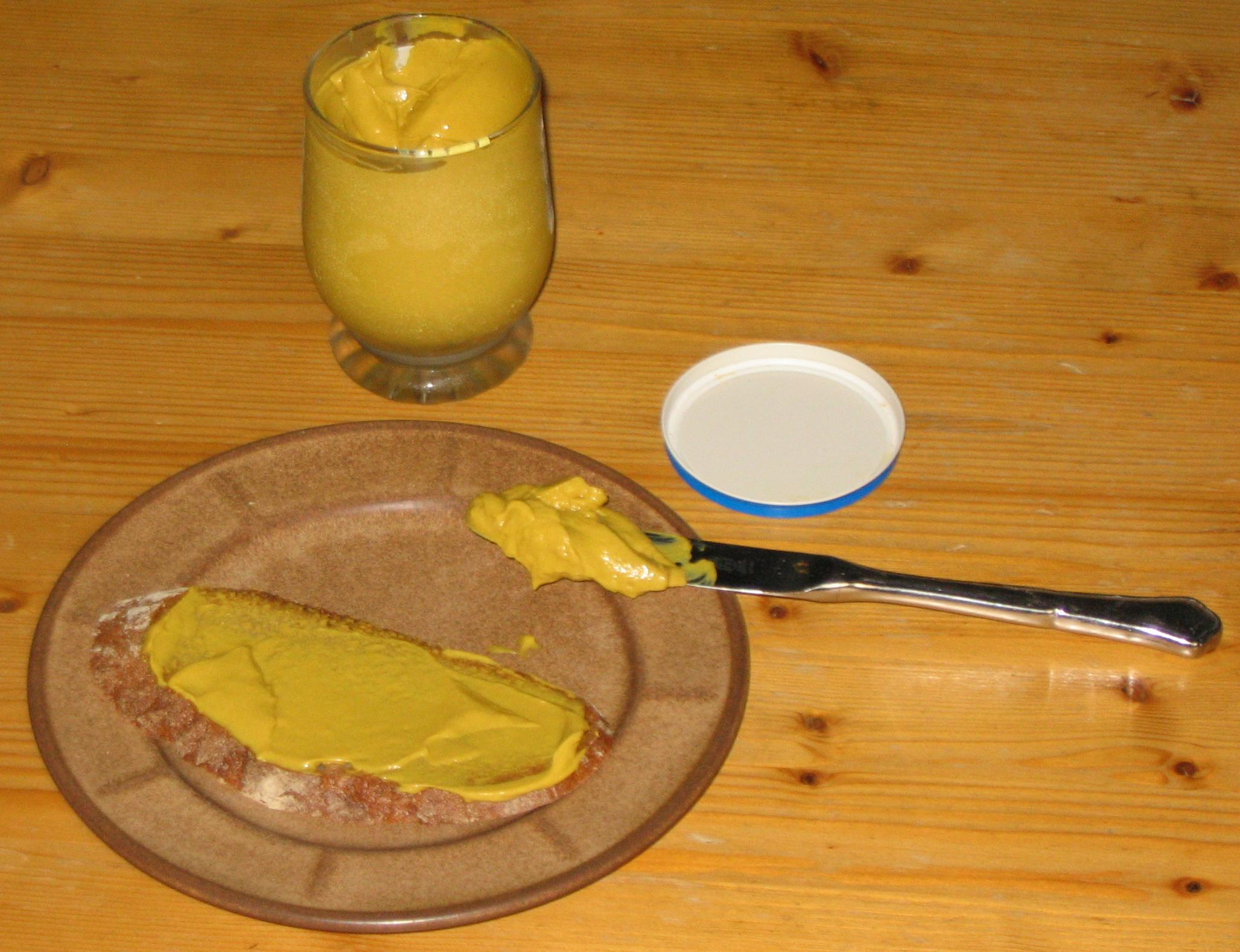
Mosterd op een boterham

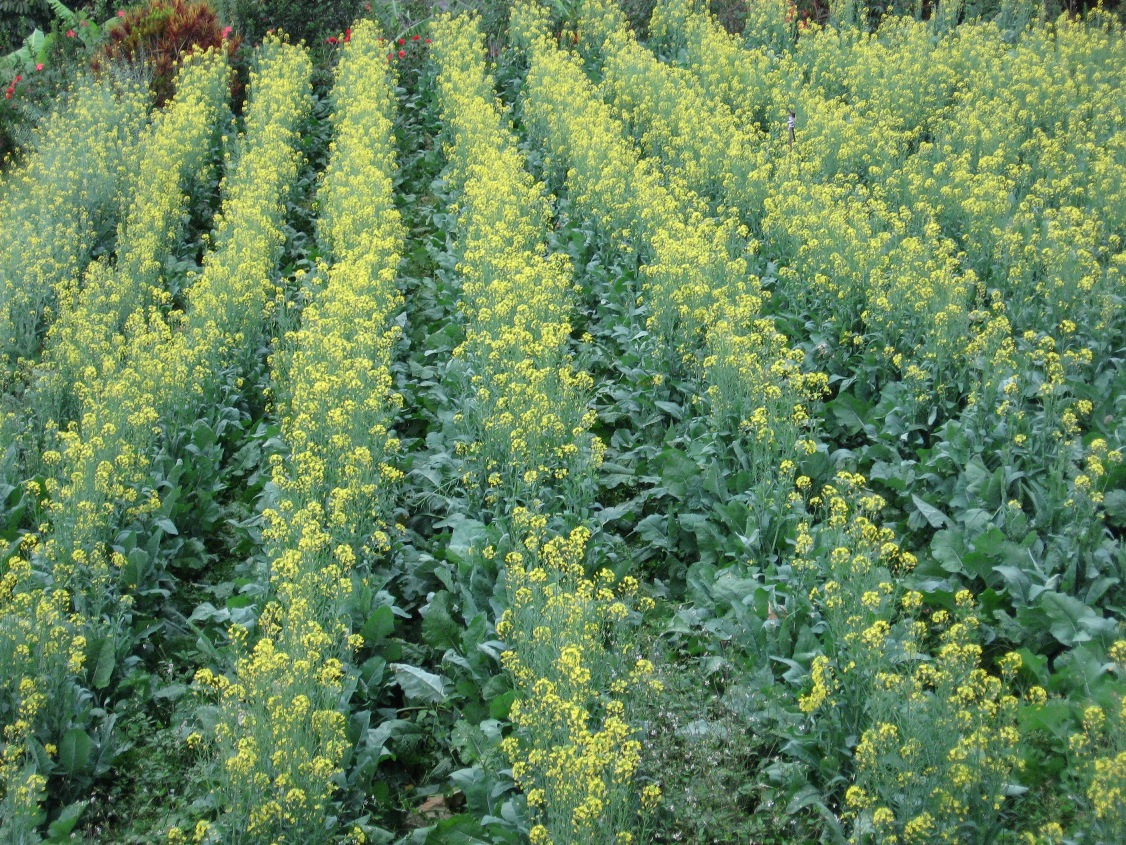
Mosterdveld

Mosterd (soms ook mostaard) is zowel de naam voor een plant (de mosterdplant), als voor een in de keuken gebruikt condiment met meestal een scherpe smaak. Het condiment wordt gemaakt uit gemalen mosterdzaden, azijn, water en zout. Ook worden vaak suiker, honing, kruiden en/of specerijen toegevoegd, zoals peper, mierikswortel, rozemarijn, knoflook of zelfs lavendel. In navolging van Britse mosterdmakers wordt regelmatig kurkuma toegevoegd voor een intensere gele kleur. De naam komt van het Latijnse 'mustum', ongegiste druivensap (of most) dat bij de bereiding van mosterd werd gebruikt. Dit werd vermengd met gemalen mosterdzaadjes.

## Mosterdplant
De mosterdplant is een kleine eenjarige plant met gele bloemen. Hij wordt vaak verward met het nauw verwante koolzaad. Mosterdzaadjes zijn ongeveer 0,5 tot 1 mm groot.
Er bestaan verschillende soorten mosterdplanten:
- Gele mosterd (Sinapis alba), een plant uit de familie der kruisbloemen, afkomstig uit Zuid-Europa.
- Zwarte mosterd (Brassica nigra), eveneens een kruisbloemige, in hetzelfde geslacht als diverse koolsoorten, zoals bloemkool, boerenkool, spruitjes.
- Sareptamosterd of Indische bruine mosterd (Brassica juncea)
- Ethiopische mosterd (Brassica carinata)

De zaden van deze planten worden gebruikt om mosterd (condiment) te maken. Zwart mosterdzaad is scherper dan geel of bruin mosterdzaad. Dit houdt verband met een hoger gehalte aan olie in de zaden. Geel en bruin mosterdzaad hebben een wisselend gehalte aan olie en scherpte. Fabrikanten gebruiken de verschillen in kwaliteit om tot een gewenste vermenging te komen. Het eindproduct is daardoor van constante kwaliteit.

## Smaak
De scherpe smaak van mosterd ontstaat pas als bepaalde enzymen tijdens de bereiding van de mosterd de glucosinolaten (mosterdglycosiden) omzetten. Daarvoor is ook de aanwezigheid van water nodig. Voor de bereiding van een simpele mosterdsoort is mosterdzaad, azijn, zout en naar smaak eventueel kruiden voldoende. Suiker is geen noodzakelijk ingrediënt en kan als men een zoetere mosterd wil eventueel door honing vervangen worden (zie ook honingmosterd). Anders dan bij peper zijn de scherpe stoffen in mosterd vluchtig en prikkelen ook sterk het neusslijmvlies. Mosterdscherpte is ook vluchtiger dan die van rode peper.

## Gebruik
In Nederland en België wordt mosterd vooral gebruikt als smaakmaker op bijvoorbeeld worst, zoals in hotdogs of bij kroketten. Soms eet men een boterham met kaas en mosterd. Verder wordt mosterd toegepast in mosterdsaus, die bijvoorbeeld bij vis of mosselen gegeten wordt, en in mosterdsoep. In de Indonesische keuken wordt mosterd ruim toegepast in de "duivelse runderlapjes". Hele mosterdzaadjes worden gebruikt bij het inmaken van (zoet)zure augurken en zilveruitjes, en ook in mosterdkaas.

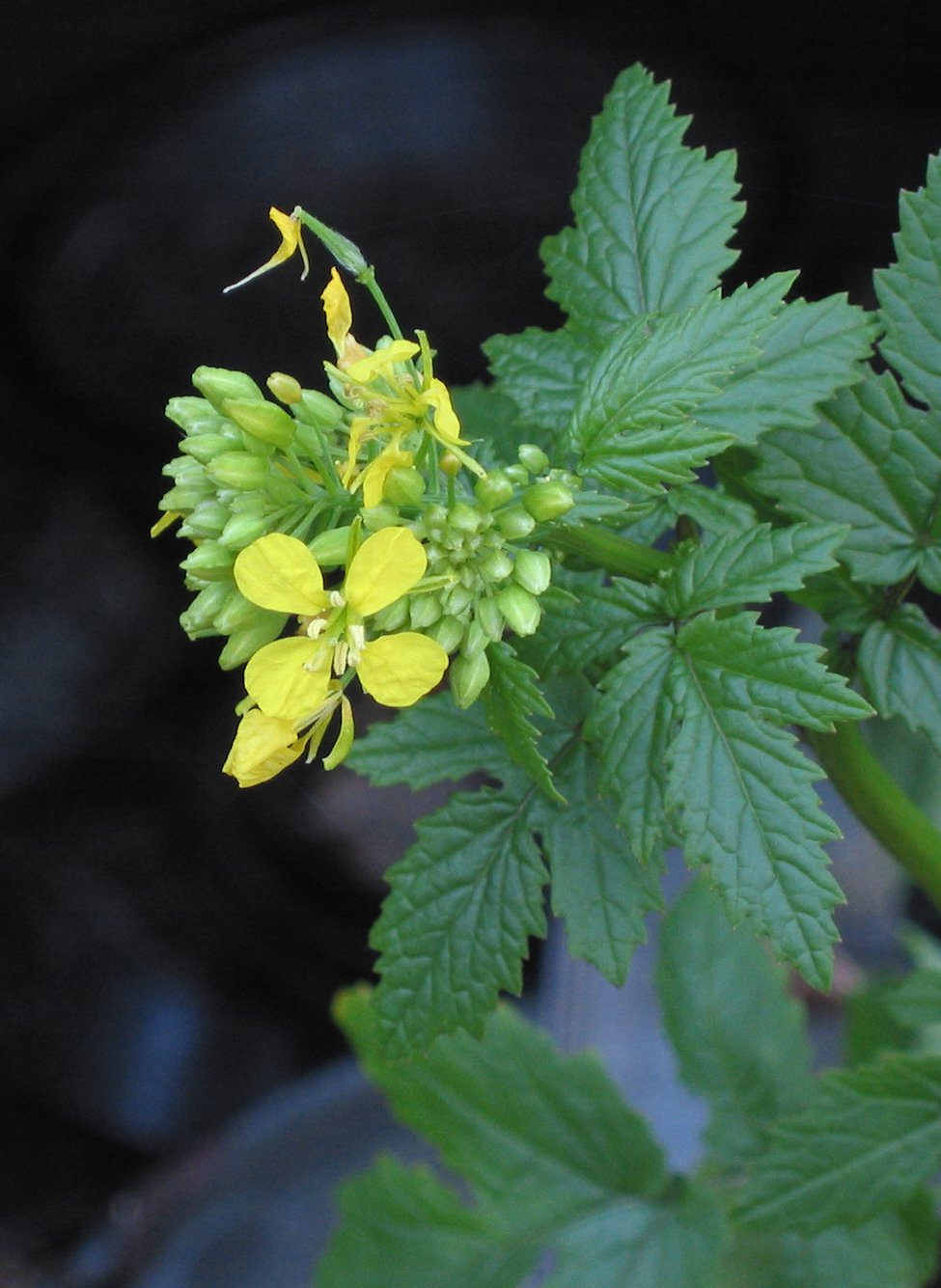
Gele mosterd

## Soorten mosterd
Volgens een Nederlands warenwetbesluit mag de aanduiding mosterd uitsluitend gebruikt worden als het product is samengesteld uit mosterdzaad of mosterdmeel en een azijn of een azijnzuurhoudende vloeistof. Daarbij moet het gehalte aan droge stof ten minste 20% bedragen, en het gehalte aan mosterdolie ten minste 20% van de keukenzoutvrije droge stof.
Door te variëren met de ingrediënten kan mosterd met verschillende grofheid en scherpte gemaakt worden.
De vele (herkomst)benamingen voor mosterd hebben daarbij vaak niet zoveel betekenis. Een aantal bekendere soorten mosterd zijn:
- Franse Dijonmosterd (Moutarde de Dijon). Hiermee wordt meestal gladde en relatief scherpe mosterd bedoeld. Dijon-mosterd is geen Appellation d'Origine Contrôlée en mag dus overal worden gemaakt. Voor Dijon-mosterd worden de mosterdzaadjes van zwarte mosterd in water geweekt tot ze opzwellen. Deze bewerking wordt mouten genoemd. De vliesjes die om de zaadjes heen zitten barsten. De vliesjes worden verwijderd door het geheel te zeven, waarna de zaadkerntjes met nog niet helemaal vergist druivensap (most) tot een gladde pasta worden gemalen.
- In Nederland wordt veel grove mosterd geproduceerd. De vliesjes van de zaden worden dan niet uitgefilterd, zoals bij Dijon-mosterd. Er resten nog enkele mosterdfabrieken van enige omvang in Nederland: De Zaanse mosterd (Mosterdmolen “De Huisman” BV in Wormerveer), de Doesburgsche Mosterd- en Azijnfabriek, Marne Mosterd te Groningen en Van Ton (voorheen TonS mosterd) in Zierikzee. Veel andere soorten mosterd, vaak als streekproduct vermarkt, worden in licentie elders geproduceerd. De Amelandse mosterdmolen maalt bijvoorbeeld wel zelf mosterdmeel, maar besteedt de productie en verpakking van mosterd uit aan Van Ton in Zeeland.
- Engelse mosterd wordt gemaakt van drooggemalen mosterdmeel van zwart en sarepta mosterdzaad en geel mosterdzaad. In Engeland mag mosterd ook tarwemeel bevatten; in Nederland mag dat dan geen mosterd heten.
- Beierse mosterd is zacht en zoet, en staat bekend als Süßer Senf. Er wordt gentiaan aan het mosterdmengsel toegevoegd.

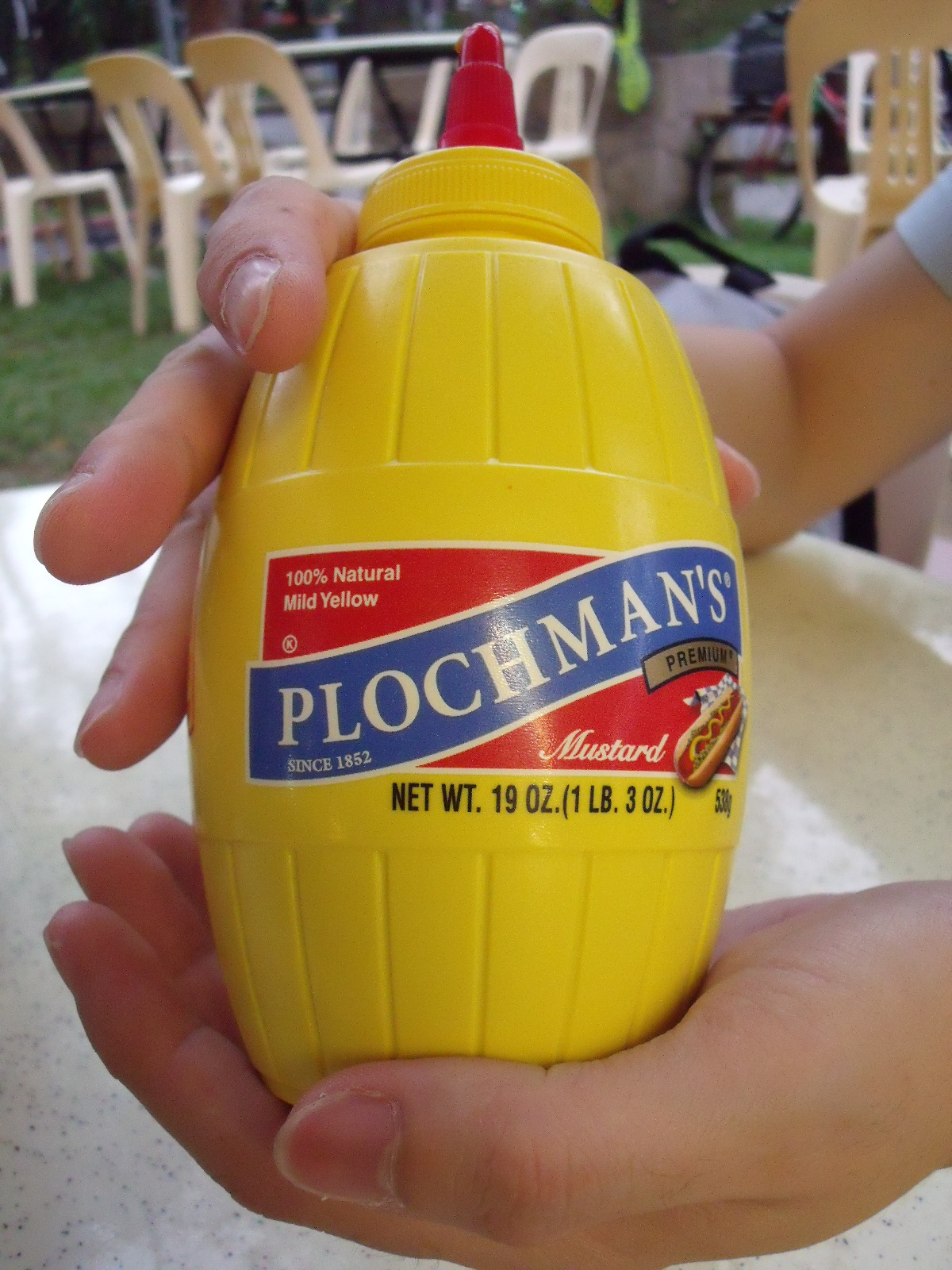
Een fles Yellow mustard

- Een fles Yellow mustardHoningmosterd, waarbij de helft honing is en de helft mosterd.
- Yellow mustard. De in de Verenigde Staten meest gebruikte mosterd is de zogeheten "yellow mustard" (gele mosterd). Hoewel de mosterdvariëteiten van nature geel zijn, is deze gekleurd met kurkuma poeder. Deze zeer milde variëteit werd vermoedelijk in 1904 geïntroduceerd door George J. Franse als "romige mosterd voor salade".  Gele mosterd wordt gebruikt bij hotdogs, broodjes, pretzels en hamburgers. Het is ook een ingrediënt van veel aardappelsalades, barbecuesauzen en saladedressings. In Oostenrijk wordt deze variant Amerikanischer Senf (Amerikaanse mosterd) genoemd en wordt het als veel milder beschouwd dan lokale variëteiten. Gezien de samenstelling mag deze saus in Nederland geen mosterd genoemd worden.

## Productie
De mosterd wordt in het voorjaar gezaaid. Na de bloei in de zomer vindt de oogst in het najaar plaats. Mosterd kan bijna overal in gematigde streken worden gekweekt. De mosterd wordt bereid door de zaadjes droog te malen tot een fijn of grof poeder (dit verschilt per type mosterd). Het poeder wordt met water, azijn en smaakstoffen tot een pasta gemengd. Een andere methode is om de zaadjes direct samen met water, azijn en andere smaakstoffen te malen. Men laat de zaadjes dan eerst een nacht weken in de vloeistof (mouten). Daardoor worden ze zachter. De pasta die zo wordt verkregen laat men rijpen, voordat de mosterd wordt ingemaakt. Als vloeistoffen kunnen ook bier, wijn of druivensap worden gebruikt.

## Productbescherming
In Nederland is mosterd een beschermde productaanduiding krachtens de Warenwet.
Er bestaan ook mosterdmerken met duurzaamheidskeurmerken. Waddenmosterd bijvoorbeeld wordt op de Waddeneilanden gemaakt van uitsluitend biologische ingrediënten en heeft het EKO-keurmerk. Kaapse mosterd met honing is verkrijgbaar met Max Havelaar keurmerk. Zeeuwse Vlegel mosterd wordt op traditionele wijze gemalen en heeft het keurmerk erkend streekproduct.
Sinds 2009 is Moutarde de Bourgogne (Mosterd uit Bourgondië) een beschermde geografische aanduiding. Deze mosterd wordt geproduceerd op basis van witte wijn uit Bourgondië en is zachter van smaak dan de niet beschermde mosterd van Dijon.

## Werkzame stoffen
Mosterd bevat de mineralen calcium, fosfor, magnesium, mangaan, seleen, ijzer, zink en zwavel. Mosterd is een bron van het aminozuur tryptofaan. Er zitten omega3-vetten in. Er zitten kleine hoeveelheden vitaminen, A, vitaminen uit het B-complex, C, E en K in mosterd. Het wordt al eeuwen in de kruidengeneeskunde gebruikt.
De mosterdzaden bevatten gemiddeld ongeveer 30% plantaardige olie. De uit de zaden verkregen olie bevat ongeveer 60% enkelvoudig onverzadigde vetzuren waarvan 42% erucazuur en 12% oliezuur. Het bevat 21% meervoudig onverzadigde vetzuren waarvan 6% het omega 3-vetzuur alfa-linoleenzuur en 15% omega 6-linolzuur en het heeft 12% verzadigde vetzuren. Uit mosterdzaad wordt mosterdolie gemaakt.

## Geschiedenis
De Chinezen verbouwden drieduizend jaar geleden al mosterd. Zowel de Egyptenaren, de oude Grieken als de Romeinen kenden mosterd. De Grieken vanaf de 4e eeuw voor Christus alleen als geneesmiddel. De Romeinen beschreven de mosterdbereiding in de eerste eeuw na Christus. De farao's kauwden voor het eten op mosterdzaad om de spijsvertering te bevorderen. In de Middeleeuwen werd voor het eerst over mosterd geschreven in de tijd van Karel de Grote. De Franse stad Dijon had in de 13e eeuw na Chr. een monopolie op mosterd.
Mosterd was zeer geliefd aan het pauselijk hof in Avignon. Paus Johannes XXII benoemde zijn neef tot "Grand Moutardier du Pape" ("Grote mosterdmaker van de Paus").
Ook Kant hield van mosterd; hij gebruikte het bij veel maaltijden.

## Mosterd in de Bijbel en de Koran
In de Bijbel komt het mosterdzaadje voor in een gelijkenis van Jezus, die de groei van het koninkrijk van de hemel vergelijkt met het uitgroeien van het nietige mosterdzaadje tot een grote plant:
- De gelijkenis van het mosterdzaadje, Matteüs 13:31-32: "Hij hield hun een andere gelijkenis voor: ‘Het koninkrijk van de hemel lijkt op een zaadje van de mosterdplant dat iemand meenam en in zijn akker zaaide. Het is weliswaar het kleinste van alle zaden, maar het groeit uit tot de grootste onder de planten. Het wordt een struik, en de vogels van de hemel komen nestelen in de takken.’"[4]

In de Koran komt het mosterdzaadje ook voor.
- Hoofdstuk 21 Al-Anbiya (De Profeten) Ayat 47: 
 "En Wij zullen voor de opstandingsdag de eerlijke weegschalen opstellen en niemand zal in iets onrecht worden aangedaan. Al gaat het om het gewicht van een mosterdzaadje, Wij zullen het brengen; Wij zijn als afrekenaar goed genoeg."
- Hoofdstuk 16 Luqman:
 "Mijn zoon, al gaat het om het gewicht van een mosterdzaadje en al was het in een rots of in de hemelen of op de aarde, God zal het brengen. God is welwillend en welingelicht.
- Hoofdstuk az-Zalzalah 
 “Wie iets goeds doet ter grootte van een mosterdzaadje, zal het dan zien. En wie iets slechts doet ter grootte van een mosterdzaadje, zal het dan zien.”

## Mosterd en taal
Het woord mosterd is afkomstig van het Latijnse 'mustum', dat halfvergist druivensap betekent (in het Nederlands: most); in combinatie met "ardere", voor branden. In het Nederlands komt het woord al voor in 1240 na Chr.
Mosterd komt ook voor in een aantal spreekwoorden:
- Hij weet waar Abraham de mosterd haalt - hij weet hoe de zaken in elkaar steken.[6][7]
- Dat komt als mosterd na de maaltijd; dat is mosterd na de maaltijd; mosterd na de maaltijd - dat komt op een moment dat het geen nut meer heeft.
- Beter hesp zonder mosterd, dan mosterd zonder hesp.
- Dat is dure mosterd - dat is dure waar.
- Iemand tot mosterd slaan - tot moes slaan.
- Door de mosterd halen; iemand door de mosterd halen - op een harde manier terechtwijzen.
- Ook van de mosterd eten – veel geld aan iets verliezen.

## Afbeeldingen

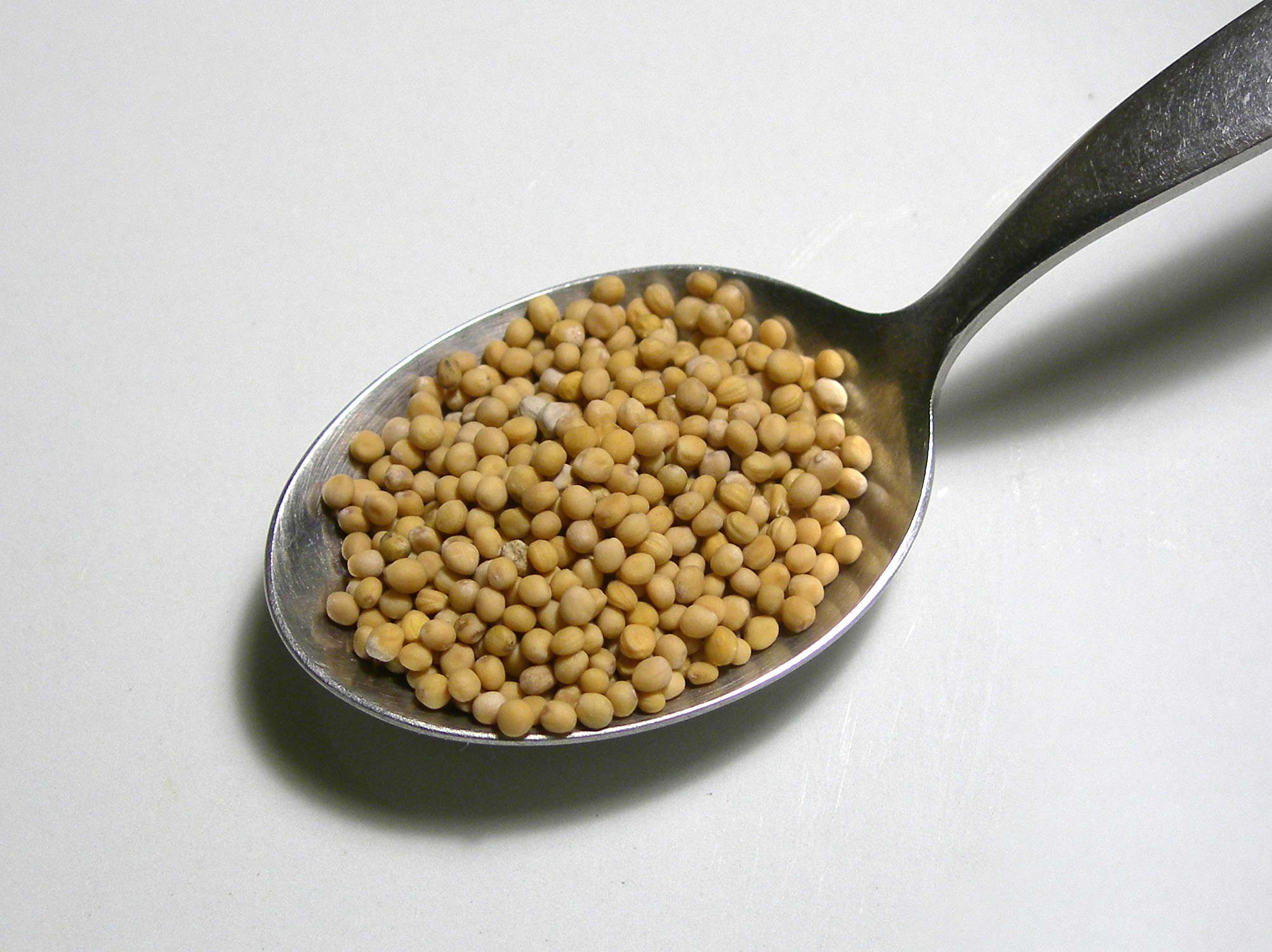
Witte mosterdzaadjes van Sinapis alba
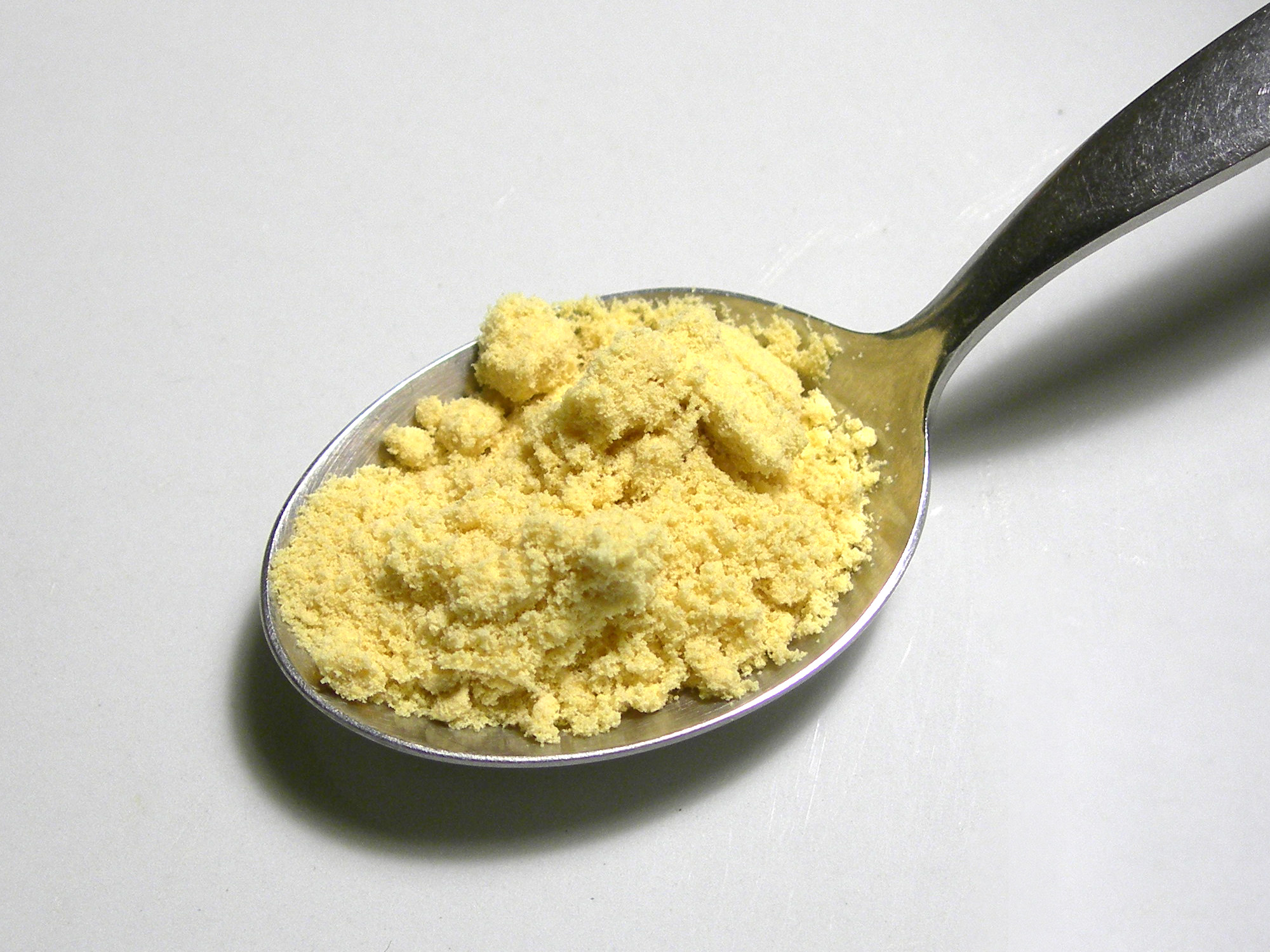
Poeder van witte mosterd
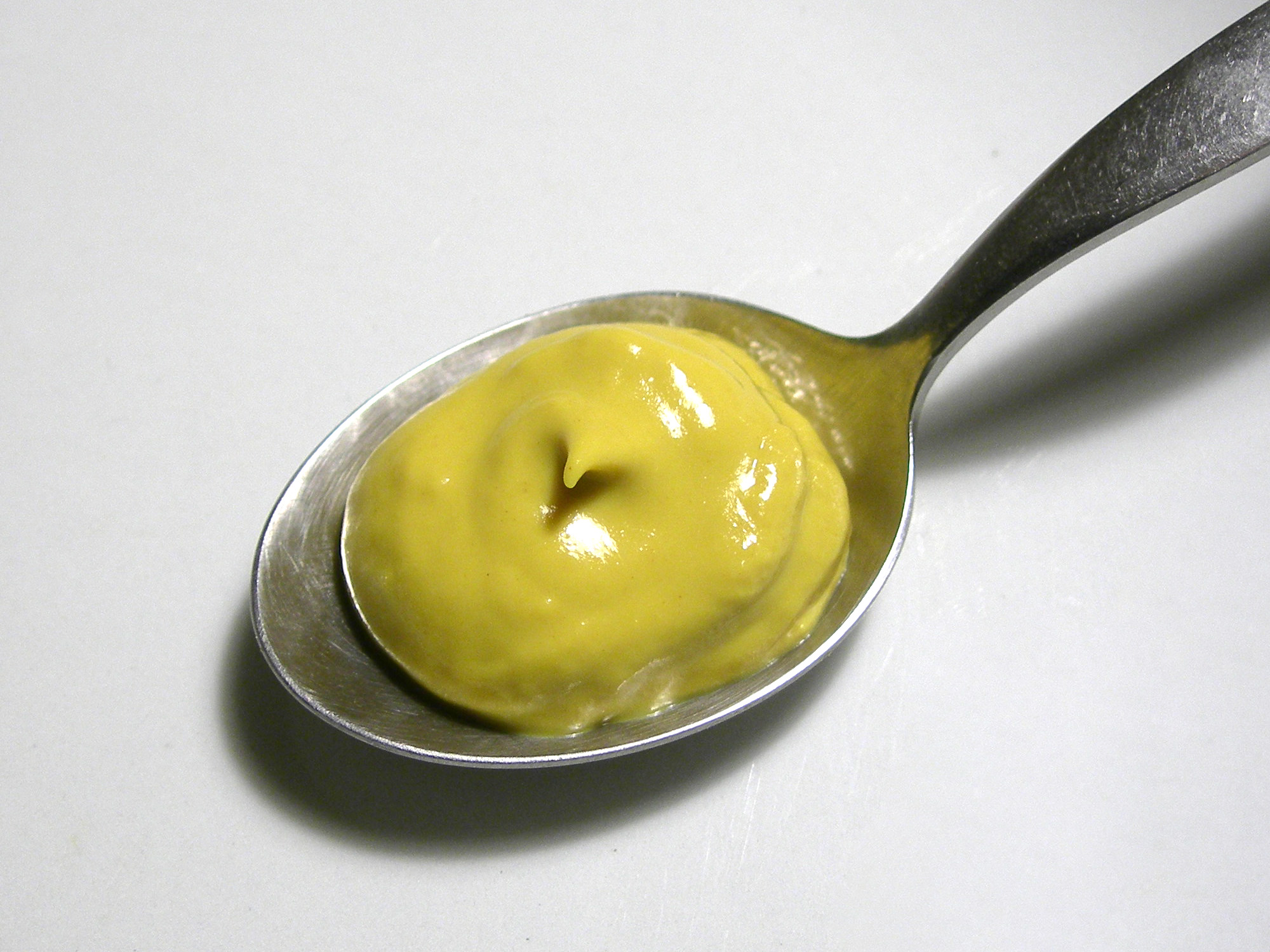
Mosterd, gekleurd met kurkuma
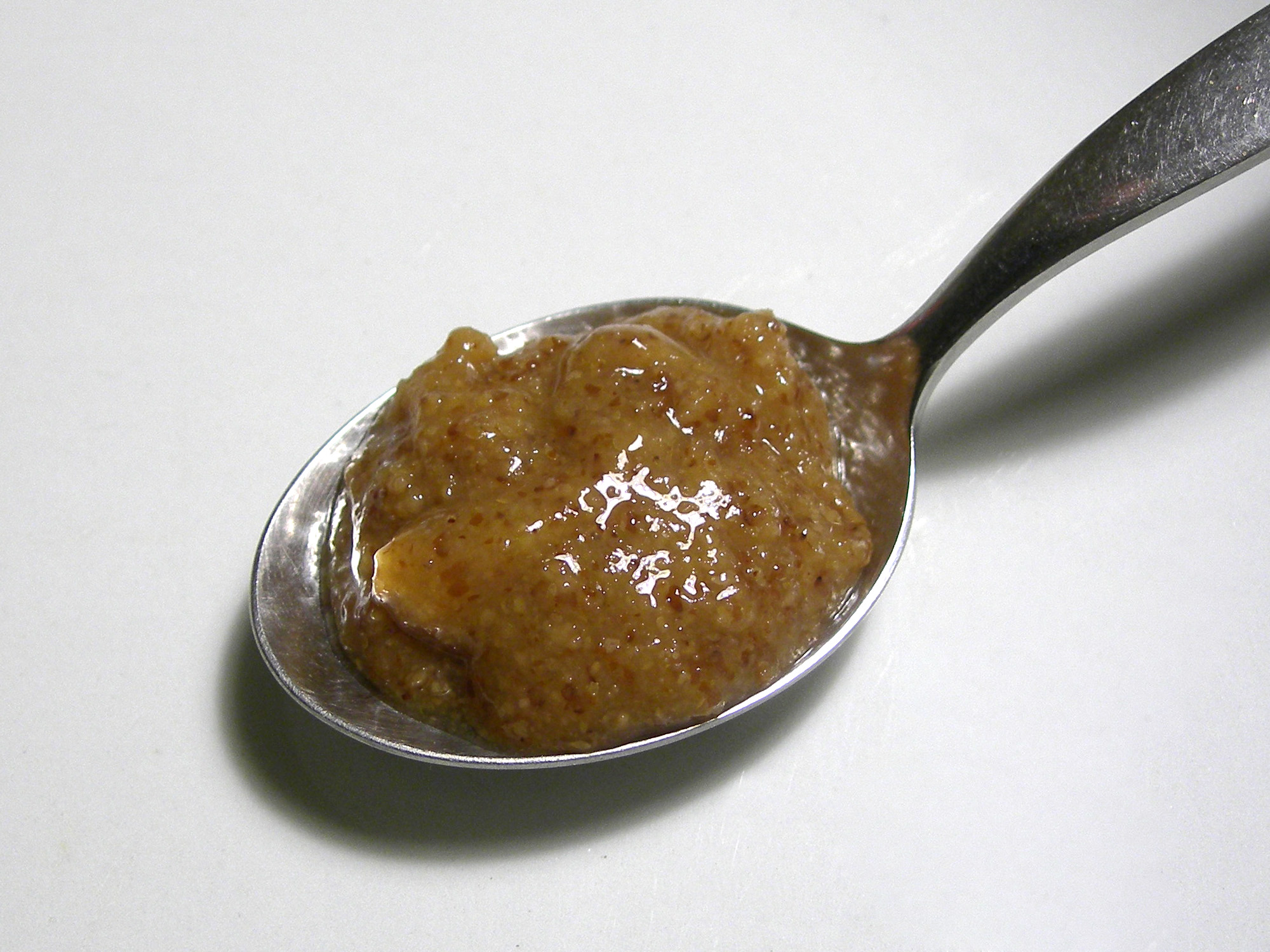
Zoete Beierse mosterd
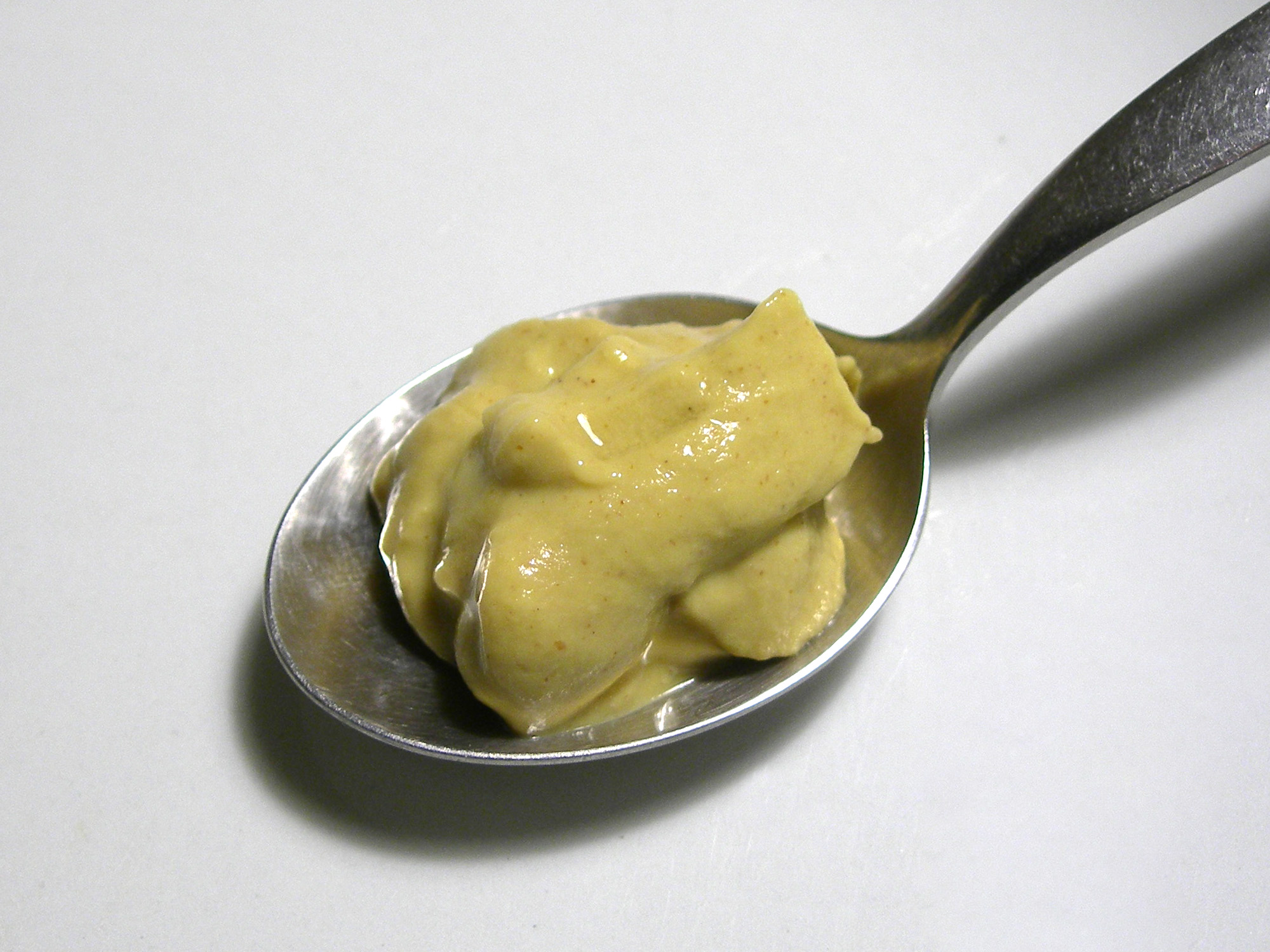
Franse Dijon mosterd
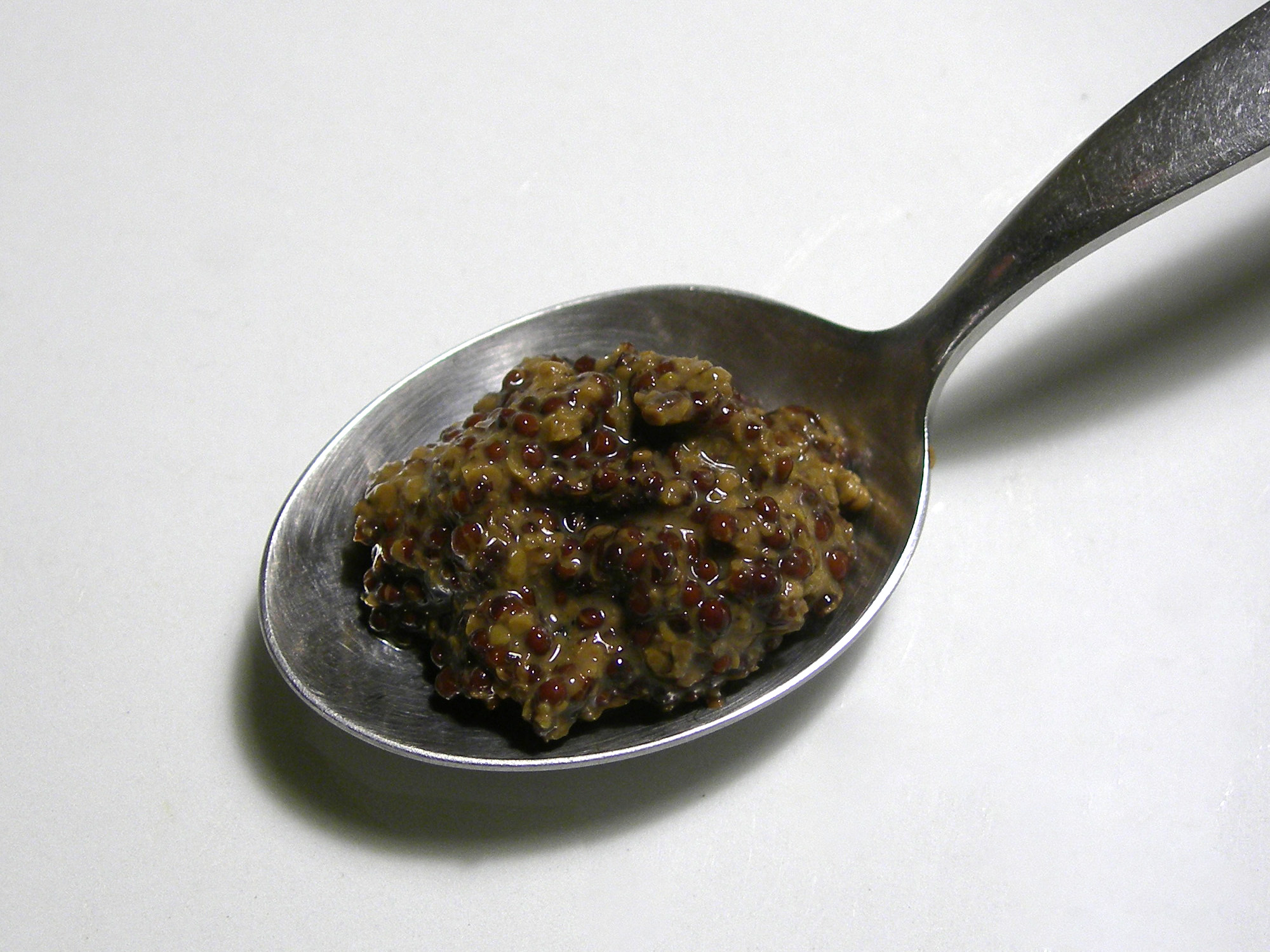
Franse grof gemalen mosterd